# Bare (Kraljevo)
Pour les articles homonymes, voir Bare.
Bare (en serbe cyrillique : Варе) est un village de Serbie situé sur le territoire de la ville de Kraljevo, district de Raška. Au recensement de 2011, il comptait 138 habitants.

## Démographie
| 1948 | 1953 | 1961 | 1971 | 1981 | 1991 | 2002 | 2011 |
| ---- | ---- | ---- | ---- | ---- | ---- | ---- | ---- |
| 166  | 165  | 172  | 170  | 173  | 194  | 165  | 138  |

|  |